# 小脑深部核团
小脑深部核团（下简称深部核团）是小脑的深部的解剖结构。小脑分为左右两个半球，每个半球各有四个深部核，称为齿状核（Dentate nucleus），拴状核（Emboliform nucleus），球状核（Globose nucleus）以及顶核（Fastigial nucleus）。其中，拴状核和球状核常合称为间位核。
深部核团在小脑半球的中心，被小脑的白质包维。
深部核团是小脑除了其前庭部分以外的唯一输出途径。

## 输入
小脑深部核团的抑制性输入主要来自小脑皮层的普金耶细胞。这些抑制性输入的神經傳導物質为GABA。小脑深部核团的兴奋性输入主要来自苔蘚纖維(Mossy fibers)和爬行纖維(Climbing fiber)的穀氨酸输入。但是兴奋性输入源仍有争议。

## 功能
小脑深部核团是小脑的主要输出途径。但是唯一例外是与前庭功能相关的绒球小结叶。在绒球小结叶，普肯野细胞直接投射套到前庭核，而不经过深部核团。